# Zeneelmélet
A zeneelmélet avagy szolfézs a zenében előforduló formai és lejátszási szabályokat tükrözi. A zeneelméletet tanítják a zeneművészeti szakközépiskolákban, és előfordulhat még a zeneművészeti akadémiákon is. Szabályai már a XV–XVII. században kialakultak.

## Tanulása, szabályai
A zeneelméletet általában csoportosan tanítják, és zongora hallgatásával, illetve hangfelvételek bemutatásával kísérik a tanórákat. A hangfelvételt meghallgatva a tanár felírja a mű fokszámait, és az ahhoz tartozó basszus, ill. szoprán, alt, és tenor szólamot.
A tanár a szabályokat elmagyarázza, és feladja, tanulandónak. A diák megtanulja a szabályokat, és a hangfelvételeken hallott fogásokat zongorán lejátszva, több hangnemben megtanulja. A diáknak tisztában kell lennie a kvintkörrel és a hármashangzatokkal.

## A zenei fokszámok
Hogy a zenei fokszámokat könnyen megértsük, C-dúrban mutatjuk. Az első fok neve a tonika, a negyedik foké szubdomináns, valamint az ötödik fok elnevezése: domináns. A nyolcadik fok ismét a tonika nevet viseli.
A felső szólam tartalmazza a szopránt (S), az altot (A) és a tenort (T). Ezek összessége adja meg a SAT-ot, vagyis a felső szólam hangjait. Az alsó szólamban található a basszus (B).
A felső szólam lehet terc, kvint és oktáv helyzetű.
A helyzetek meghatározása:
- Kvinthelyzet: a felső szólamban a legmagasabb hang az alaphangtól (első fokban – C-dúrban – C) kvint távolságra van
- Terchelyzet: a felső szólamban a legmagasabb hang az alaphangtól terc távolságra van
- Oktávhelyzet: a felső szólamban az alaphang a legmagasabb hang

A képen látható, hogy a szólamok ismétlődésekor kötni kell a hangot.
A legfontosabb szabályok:
A tanulók rémálma az oktávpárhuzam és a kvintpárhuzam, továbbá a bővített szekundlépés. Alább láthatók ezek folytonos vonallal jelölve a kvintpárhuzamot, szaggatottal pedig az oktávpárhuzamot.

## A tengelyrendszer
A tengelyrendszer Lendvai Ernő zenetudós által kidolgozott összhangzattani modell, amely a tizenkétfokú zenei hangsoron alapuló zene hangjai és harmóniái közötti összefüggéseket fogalmazza meg. A modell alapja a kvintkör és az úgynevezett tengelyek, amelyek a három zenei funkciót, a tonikát, a domináns és a szubdomináns funkciókat képezik le.
A tengelyrendszer egyik alapvetése az úgynevezett tengelyhelyettesítés, amely szerint az azonos tengelyhez tartozó harmóniák egymással helyettesíthetők anélkül, hogy a zenei folyamatban lévő funkciójuk megváltozna. A modell számos más összefüggést is megfogalmaz, amelyeket Lendvai különböző szerzők – pl. Bartók, Kodály, Mozart, Verdi – műveinek átfogó összhangzattani elemzésével is alátámasztott. 
A tengelyrendszer és a klasszikus összhangzattan között nincs ellentmondás, a tengelyrendszer azonban kiegészíti és egységbe zárja a fokszámokon alapuló összhangzattani gondolkodást.

## A hangközök
A hangközök elnevezése abból a latin sorszámnévből származik, ahány hangot a hangköz felölel az ún. diatonikus skálán (dó, ré, mi, fá, szó, lá, ti), az első hangot is beleszámítva. A dó–fá hangköz tehát egy kvart, hiszen a dó–ré–mi–fá sorban a fá a negyedik hang. A hangok abszolút távolsága ettől a számtól eltér, hiszen itt a kezdőhangot nem számítjuk bele (nulla távolságra van önmagától), illetve figyelembe vesszük azt is, hogy a mi–fá és ti–dó nem egy egész, csupán egy félhang távolságra van egymástól. Ily módon a tiszta kvart pusztán 2 egész és egy félhang abszolút távolságot jelent, hiszen a dó–ré, ill. ré–mi egy-egy egész hang távolságot, a mi–fá pedig csak egy félhang távolságot jelent.
Az alábbiakban a hangközök abszolút távolságát adjuk meg, utalva a latin sorszámnévre, ami a diatonikus skálán értelmezhető.
- Tiszta prím: A hangtávolság nulla, pl.: dó–dó (primus = első)
- Kis szekund: Egy félhang távolság, pl. mi–fá (secundus = második)
- Nagy szekund: Egy egész hang távolság, pl. dó–ré
- Kis terc: Másfél hang távolság, pl. mi–szó (tertius = harmadik)
- Nagy terc: Két egész hang távolság, pl. dó–mi
- Tiszta kvart (ejtése: [kvárt], rövid á-val): Két és fél hang távolság, pl. dó–fá (quartus = negyedik)
- Tiszta kvint: Három és fél hang távolság, pl. dó–szó (quintus = ötödik)
- Kis szext: Négy egész hang távolság, pl. lá–fölső fá (sextus = hatodik)
- Nagy szext: Négy és fél hang távolság, pl. dó–lá
- Kis szeptim: Öt egész hang távolság, pl. mi–fölső ré (septimus = hetedik)
- Nagy szeptim: Öt és fél hang távolság, pl. dó–ti
- Oktáv: Hat egész hang távolság, pl. dó–fölső dó (octavus = nyolcadik)

## Hangfajták

### Női
- Szoprán: a legmagasabb női vagy gyermek hang, terjedelme többnyire c1–f2, hivatásos énekesnőknél a–c3 (f3–g3). Szólisták között megkülönböztetnek koloratúr, lírai, drámai szopránt.
- Mezzoszoprán: Szoprán és alt közötti női vagy gyermek hangfekvés, a szoprántól sötétebb hangszínű, mélyebb hangterjedelmű általában kb. g–b2 között.
- Alt: Mély női vagy gyermekhang, terjedelme többnyire a–c2, mély alt esetén f-től, kivételesen e-től vagy d-től e2, f2-ig.
- Kontraalt: Az alt hang kisebb terjedelme.

### Férfi
- Kontratenor (vagy férfialt): a női alt szólam hangmagasságát nagyjából elérő, falzettszerű férfi énekes hang. Elsősorban a 16–17. századi angol egyházi zenében fordult elő. Hangterjedelme c–c2, a magasabbaké g–e2. A régi zene historikus előadásain a 20. század második felében felelevenítették a kontratenor énektechnikát. Híres kontratenor énekesek: Andreas Scholl, Birta Gábor, Michael Jackson.
- Tenor: A legmagasabb férfihang hangfekvés, normál terjedelme többnyire c–a1, hivatásos énekeseknél c–c2 is lehet. Szólisták körében megkülönböztetnek hős és lírai tenort, tenorbuffót.
- Bariton: Középfekvésű férfihang, terjedelme többnyire A–el, gl, olykor G–e1, g1. Szólisták körében megkülönböztetnek hős és lírai baritont, basszbaritont.
- Basszus: A legmélyebb emberi (férfi) hangfekvés, terjedelme többnyire E–d1, a mély basszus alsó határa D, C, kivételes esetben B1 is lehet. Hivatásos énekesek körében megkülönböztetnek magas basszust, mélybasszust, basszusbuffót.

## Hangszeres (instrumentális) műfajok
- Nyitány: Többszörös (sokszor színpadi) művek bevezető tétele vagy zenekarra írt egytételes hangkeltő művek, elnevezése francia eredetű: ouverture = nyitány
- Prelúdium: Általában két (esetleg három) tételes hangszeres művek első tétele (pl.: prelúdium és fúga) a barokk stílusban igen gyakori. Elnevezése latin eredetű: pra = elő + ludium = játék
- Rapszódia: Egy lassú és egy gyors részből álló egytételes, szólóhangszerre írott mű. Elnevezése görög eredetű: rhapsodos = dicső tettet zengő énekes
- Szimfónia: Többtételes, zenekarra szánt mű. Elnevezése görög eredetű: syn = együtt + phinis = hang, phoneia = hangzás.

## Énekes (vokális) műfajok
- Ária: Énekelt szöveg hangszerkísérettel vagy anélkül, nem strófikus, nem cselekményes, szélesen ívelő.
- Dal: Énekelt (verses) szöveg hangszerkísérettel vagy anélkül, rendszerint strófikus.
- Kantáta: Cantata = énekelt zene (latin)
- Madrigál, motetta: A reneszánsz kórus műfajai, a madrigál világi, a motetta egyházi témára épülő többszólamú mű, szerkesztése rendszerint polifon.
- Opera: Megzenésített dráma énekesek és zenekar előadásában.
- Operett: „Kisopera” (nem tragikus cselekménnyel)
- Oratórium: Szólóénekeseket, kórust és zenekart foglalkoztatót drámai elbeszélő (nem színpadi) műfaj.

## Zenei műfajok
- Szonáta: Többtételes (szóló vagy zongorakíséretes) hangszerre szánt mű, elnevezése latin eredetű: son = hang, sonare = hangzani, sonata = hangzó
- Szvit: Együttesre vagy szólóhangszerre írott, tánctételekből álló, többtételes mű, elnevezése francia eredetű: suivre = követni, svite = következő
- Versenymű (concerto): Többtételes, szólóhangszerre és zenekarra írott mű. Elnevezése olasz eredetű: con+certo = versenyezni.
- Vonósnégyes: Többtételes, négy vonós hangszerre írott mű, első és második hegedű, brácsa, cselló.

## A hangszerek felosztása a hangzóközeg szerint
- Idiofon hangszerek: A hangszer rezgő teste a hangkeltés közege pl.: xilofon, üvegjáték, doromb
- Membranofon hangszerek: A hangot a nyílás fölé kifeszített, rezgése hozott hártya (membrán) hozza létre pl.: dob, üstdob
- Aerofon hangszerek: Rezgő közegük az üregbe zárt levegő, ide tartoznak a fúvós hangszerek.
- Kordofon hangszerek: A hangot a húrok rezgése hozza létre. A rezgést a húr megütésével, megpendítésével, dörzsölésével vagy megfújásával keltik. Ide tartozik a zongora, cimbalom, pengetős, vonós, eolhárfa
- Elektrofon (elektronikus) hangszerek: A rezgéskeltés vagy mechanikus úton történik, és a keltett hangot elektromos úton felerősítik vagy pedig elektronikus úton képződnek. Az idetartozó hangszerek többsége billentyűs.

Vonósnégyes összetétele: Első hegedű, Második hegedű, Mélyhegedű, Cselló.
Fúvósötös: Fuvola, Oboa, Fagott, Klarinét, Kürt

## A hangszerek felosztása megszólaltatásuk módja szerint
- Húros: Zenei hangot a kifeszített húr rezgése hozza létre ütés, pengetés, vonóval való súrolás, leszorítás stb. útján.
- Vonós: régi violák, viola da gamba, viola a’amore, bariton, hegedű, mélyhegedű (brácsa), gordonka (cselló), nagybőgő (gordon) stb.
- Pengetős: hárfa, citera, líra, balalajka, bendzsó, gitár, lant, mandolin.
- Billentyűs: csembaló, cimbalom, klavikord, cseleszta, virginál, spinét, zongora stb.
- Fúvós billentyűs: orgona, harmónium
- Fúvós: A zenei hangot a rezgésbe hozott levegő hozza létre
  - Fafúvós: fuvola, pikkolo(kisfuvola), oboa, angolkürt, klarinét, basszusklarinét, basszuskürt, fagott, kontrafagott, szaxofon.
  - Rézfúvós: vadászkürt, kornett, ventilkürt, harsona (puzón), tuba stb.
- Ütős: Általában ritmushangszerek, amelyek ütésre, rázásra, dörzsölésre, forgatásra szólalnak meg. Egy vagy több meghatározott hangon: üstdob, nagydob, kisdob, pergődob, csörgődob (tamburin), réztányér, háromszög (triangulum), gong, tamtam, kasztanyetta, harangjáték, xilofon, vibrafon, marimba, maracas

## Szakirodalom
Az alábbi lista megpróbálja összegyűjteni a magyar nyelvű zeneelméleti műveket időrendben:
- Bánfi Sándor: Zeneelmélet és az összhangzattan elemei, Budapest, 1884
- Kalár Károly: Zeneelmélet, Budapest, 1894
- Molnár Géza: Bevezető a zenetudományba, Athenaeum Irodalmi és Nyomdai R.-T., Budapest, 1901
- Ébner Károly: A zeneelmélet zsebkönyvecskéje, Budapest, 1904
- Langer Victor: A zeneelmélet tankönyve, Szeged, 1907
- Siklós Albert: Összhangzattan iskolai és magánhasználatra, gyakorlati példákkal és leckegyűjteménnyel, Budapest, 1907
- Zoltai Mátyás: Zeneelmélet és összhangzattan tanító- és tanítónőképző-intézetek számára, Arad, 1910
- Sztojanovits Jenő: Általános zeneelmélet iskolai és magánhasználattra, Budapest, 1911
- Szent-Gály Gyula: Zeneelmélet, Kecskemét, 1911
- Menich Antal: Zeneelmélet összhangzattan, Budapest, 1914
- Gaál Sándor: Zeneelmélet, Budapest, 1918
- Goll János: Zenészeti műszótár zeneelméleti bevezetéssel, Budapest, é. n. [1910-es évek]
- Molnár Antal: Gyakorlókönyv (példatár) az összhangzattan tanitásához, Rozsnyai Károly Könyv- és Zeneműkiadása, Budapest, 1923
- Molnár Antal: Összhangzattan, Dante Könyvkiadó, Budapest, 1943
- Póczonyi Mária: Alapfokú zeneelmélet – Hangsorok, hangközök, hangzatok, elemi összhangzattan, Népművelési Propaganda Iroda, Budapest, 1966
- Frank Oszkár: Zeneelmélet I–V., Tankönyvkiadó Vállalat, Budapest, 1968
- Szabadi Zsigmond: Zeneelméleti alapfogalmak – Törzshangoktól a származtatott hangközök lapról való énekléséig, Szerzői magánkiadás, Pesterzsébet, 1974
- Avasi Béla: Zeneelmélet I–III., Tankönyvkiadó Vállalat, Budapest, 1973
- Pécsi Géza: Kulcs a muzsikához – Művészeti, zeneelméleti és magyar népzenei alapismeretek, Kulcs a Muzsikához Kiadó, Pécs, 2003, ISBN 963-03-5519-1
- Frank Oszkár: Hangzó zeneelmélet, Rózsavölgyi és Társa, Budapest, 2005, ISBN 963-862-386-1